# 芙蓉山 (萨哈林州)
芙蓉山（日语：／），美称松輪富士（日语：／），俄称萨雷切夫火山（俄语：Вулкан Сарычева）是日俄争议千岛群岛中部松轮岛上的一座火山，海拔1,496米，为该岛最高点。它自从1760年起就周期性地爆发，是千岛群岛内最活跃的火山。最近一次喷发发生在2009年6月11日至21日，1.5万米高的烟尘柱不断向上喷出火山碎屑和二氧化硫，并导致东亚和北美之间的航班不得不绕行。

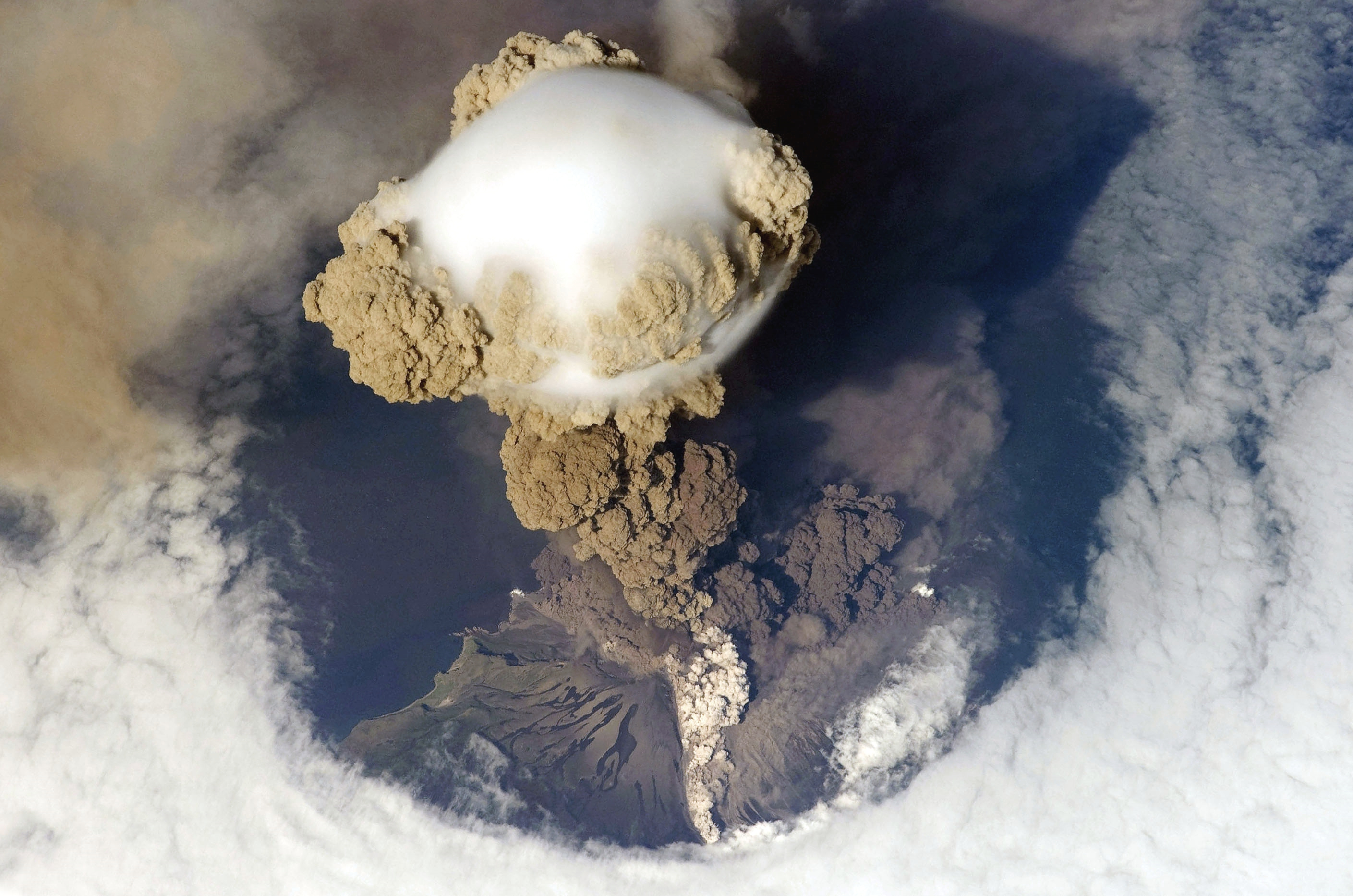
2009年喷发期间从国际空间站拍摄到的烟柱